# Parres
Parres là một đô thị trong cộng đồng tự trị của Công quốc Asturias, Tây Ban Nha.

## Giáo khu
| - Bode - Castiello - Cayarga - Cofiño - Collía - Cuadroveña | - Fíos - Huera de Dego - Llerandi - Margolles - Montes de Sebares - Nevares | - Pendás - San Juan de Parres - Sorribas - Viabaño - Villanueva |